# 無機エレクトロルミネッセンス

卓上時計のバックライト

無機エレクトロルミネッセンス（Inorganic Electro-Luminescence、IEL、無機EL）とは無機化合物の蛍光体に電圧を印加すると起こる真性エレクトロルミネセンスである。

## 概要
一般的に硫化亜鉛などを基質として使用し、そこに銅などの単色発光する物質を添加して焼結する事で作成できる。
無機ELは発光層の形成方法により分散型と薄膜型に大別できる。分散型は発光物質を媒体に均一分散させた層を形成するのに対し、薄膜型ではスパッタ、蒸着などにより層を形成する。さらに駆動方法により、それぞれを直流駆動型、交流駆動型に分類できる。しかし直流動作型は安定した長時間動作が確認されておらず、現在商用利用されているのは交流駆動型のみである。
駆動電圧は硫化亜鉛を使用した場合交流電圧100Vからと高電圧なため、直流の低電圧で駆動させる事が出来る有機ELより開発が遅れている。
現在の使用用途としては携帯電話のバックライトなどで三原色発光させるものはあまり登場していない。その理由に三原色それぞれの色再現性が非常に低いことが挙げられる。しかし発光面の大面積化に対して直接的な障壁がないことや無機材料を用いることによる長寿命などの長所もあり、有機ELと同様開発が進めばディスプレイやテレビ、照明などに応用できる。
有機ELと違い気密を確保する必要がないため、塗装が可能。それを利用した製品も発売されている。